# Holt Renfrew Ogilvy
Holt Renfrew Ogilvy, precedentemente e ancora colloquialmente noto come Ogilvy (in francese: La Maison Ogilvy), è un grande magazzino di lusso situato in Saint Catherine Street West, a Montréal, Québec, Canada.

## Storia

### Fondazione
Nel 1866, James Angus Ogilvy, un immigrato scozzese appena arrivato da Kirriemuir, in Scozia, aprì un negozio all’ingrosso e al dettaglio di tessuti e merceria al 91 e 93 di Mountain Street, a Montréal. Si racconta che Ogilvy abbia iniziato con un solo bancone e un unico dipendente. Rimase nello stesso punto vendita per i successivi dieci anni, finché non trasferì la sua attività di “tessuti pregiati e di uso comune” al 199 di St. Antoine Street, all’angolo nord-est tra Mountain e Antoine.
Nel 1884, Ogilvy si trasferì nuovamente, questa volta all’angolo nord-ovest tra Mountain e St. Antoine. Nel 1889, James A. Ogilvy & Sons ampliò il negozio includendo arredamento per la casa, biancheria domestica e tessuti di pregio, diventando anche agente della celebre Rob Roy Linen Fire Hose (un tipo di manichetta antincendio in lino).

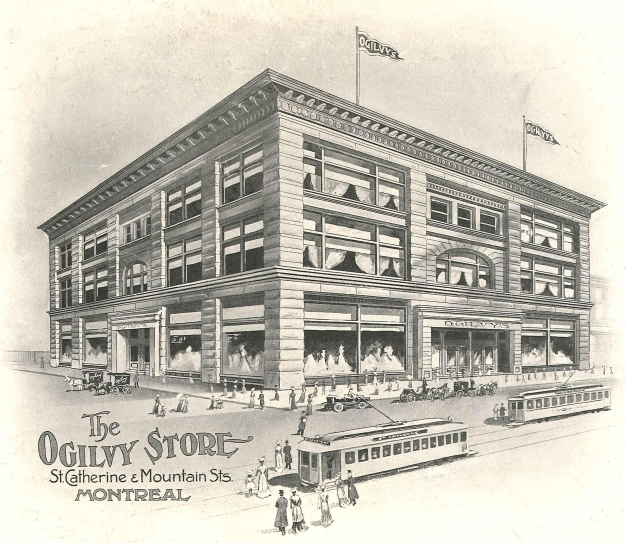
"Il negozio Ogilvy," all'angolo tra le vie St. Catherine e Mountain, Montréal, 1906.

Nel settembre del 1896, James Ogilvy inaugurò una nuova e più ampia sede a tre piani in granito, situata all’angolo tra St. Catherine Street West e Mountain Street. Progettato da David Ogilvy, figlio del proprietario e architetto, il negozio venne descritto come dotato “di ogni dispositivo conosciuto all’epoca per la comodità del pubblico, il comfort dei dipendenti e l’economia di tempo”. Tra i comfort figurava una sala da tè per signore, rifinita in legno di ciliegio e arredata con tavoli da scrittura e sedie. 

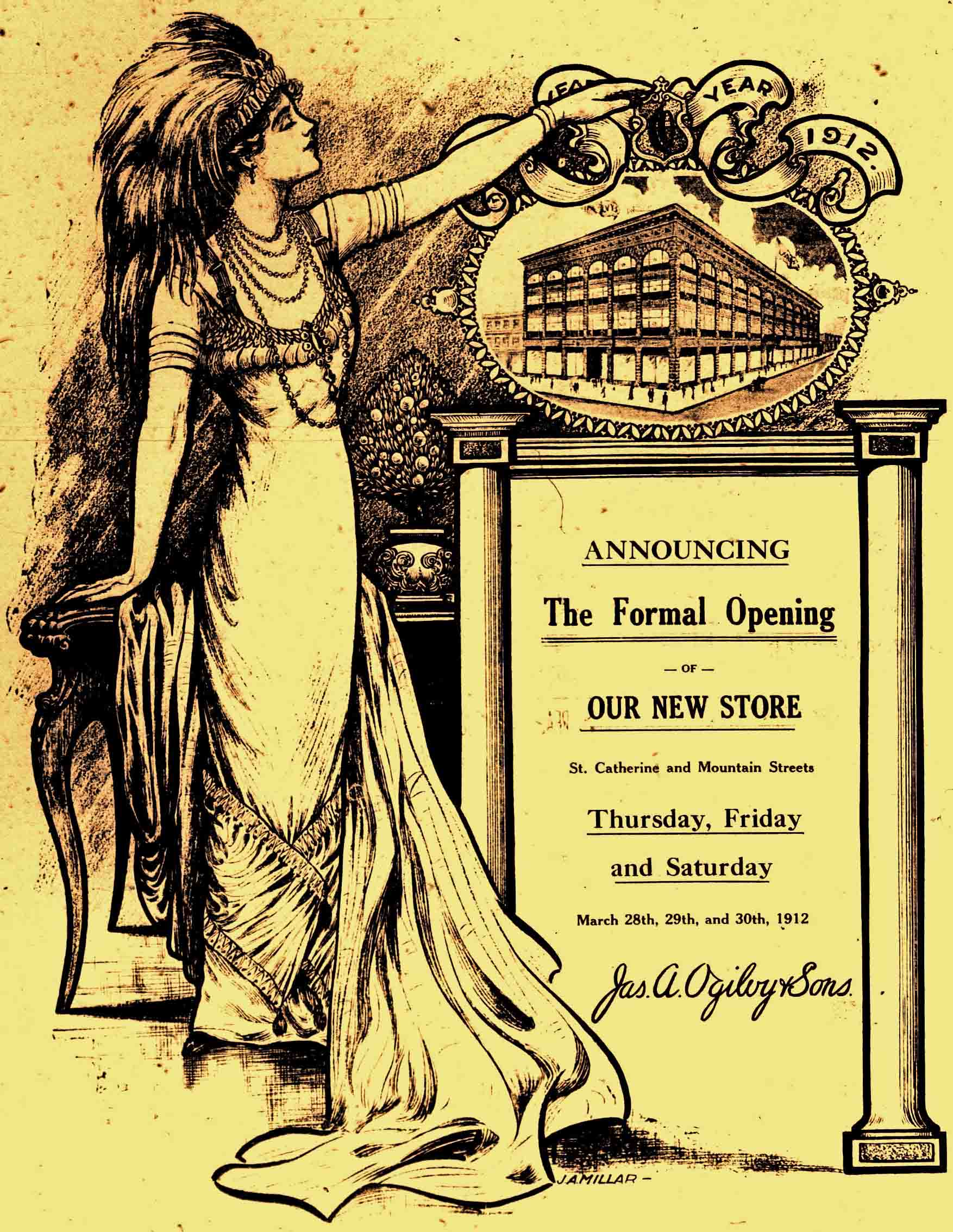
Inaugurazione del nuovo negozio "Jas. A. Ogilvy & Sons", Montreal Daily Star, 27 marzo 1912.

Per i successivi sedici anni, il negozio rimase all’angolo nord-est tra St. Catherine Street West e Mountain Street. Ma con l’espansione dell’attività, Ogilvy acquistò un terreno direttamente dall’altro lato della strada e diede avvio alla costruzione di un nuovo edificio nel 1908. La struttura, in stile Revival Romanico e alta quattro piani, fu nuovamente progettata da David Ogilvy e costò ben oltre un milione di dollari. L'inaugurazione ufficiale avvenne nel marzo del 1912.
Tuttavia, il fondatore dell’azienda non visse abbastanza per assistere all’apertura del nuovo negozio: James A. Ogilvy morì l’anno precedente. I giornali ne ricordarono il carattere schietto e la natura generosa ma mai ostentata, sottolineando il suo impegno come grande sostenitore della chiesa e di organizzazioni benefiche e comunitarie locali.

### Visione di Nesbitt
Entro il 1920, la gamma di prodotti e servizi offerti da Ogilvy si era notevolmente ampliata, e la sua politica di restare esclusivamente un negozio di tessuti era cambiata. La società, ora denominata Jas. A. Ogilvy Limited, si presentava come grande magazzino, offrendo anche servizi come un salone di parrucchiere e una sala da pranzo.
In questo periodo, la proprietà del negozio cambiò più volte: Jas. A. Ogilvy & Sons divenne un bene della Home Bank of Canada. Dopo il fallimento della banca nel 1927, il finanziere Arthur J. Nesbitt, della società Nesbitt, Thomson and Company, acquistò l’intero pacchetto azionario ordinario a 5 dollari per azione, per un totale di 38.500 dollari, su suggerimento di suo figlio diciannovenne. J. Aird Nesbitt sperava inizialmente di rivendere rapidamente l’azienda per realizzare un profitto, ma invece “si innamorò del posto” e ne assunse la gestione, che mantenne per i successivi 54 anni.
Poco dopo aver preso le redini dell’azienda, aggiunse un quinto piano all’edificio e aprì la Tudor Hall, una sala da concerto da 300 posti, rivestita in legno di quercia, dotata di un imponente organo a canne. La sala ospitava concerti pubblici e spettacoli, da Punch e Judy a elefantini in esibizione, programmi radiofonici (inclusa la prima trasmissione nazionale dell'Orchestra Sinfonica di Montréal) e persino la prima trasmissione televisiva sperimentale in Canada, trasmessa nel 1931. Tra le altre attrazioni si annovera anche l’aereo più veloce del mondo dell’epoca, un biplano Vickers-Armstrongs Supermarine, che Nesbitt fece smontare e rimontare per l’esposizione all’interno del negozio nel 1932. Nesbitt diede nuovo impulso all’eleganza del design d’interni e i lampadari divennero un elemento comune nei negozi. Acquistò il lampadario boemo in cristallo con 100 luci, vecchio di un secolo, proveniente da Her Majesty’s Theatre di Montréal, dopo la sua demolizione, e lo mise in mostra al piano terra di Ogilvy, dove è ancora oggi esposto. Introdusse una politica secondo la quale Ogilvy avrebbe offerto articoli che piacessero alla clientela, piuttosto che solo prodotti pensati per massimizzare i profitti. Rese omaggio alle origini scozzesi del negozio, e alle proprie, introducendo sacchetti e confezioni scozzesi con motivi tartan. Avviò la tradizione di un suonatore di cornamusa scozzese che sfilava nel negozio, suonando per intrattenere clienti e personale. A partire dal 1945, il suonatore chiudeva il negozio alla fine della giornata – inizialmente solo il sabato, ma successivamente ogni giorno. Negli ultimi decenni, invece, il suonatore si esibisce a mezzogiorno, percorrendo tutti i piani del negozio. 

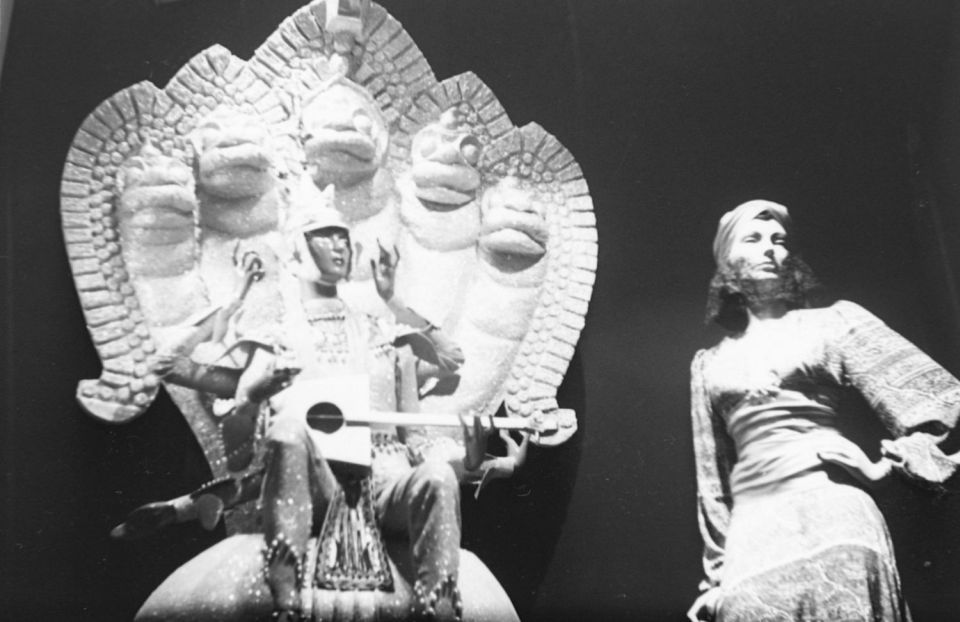
Vetrina del negozio Ogilvy nel 1941.

Inoltre fu l’ideatore della tradizione annuale delle vetrine natalizie del negozio. Nel 1947 commissionò alla casa tedesca di giocattoli Steiff la creazione di due scene animate a tema natalizio, conosciute come "Il mulino nella foresta" e "Il villaggio incantato", composte da dozzine di animali giocattolo meccanici fatti a mano, con oltre cento parti mobili. Nel 2008, queste esposizioni, ormai deteriorate, furono completamente restaurate.

### Difficolta economiche
Negli anni ’60, Ogilvy fu uno dei primi negozi a utilizzare espressioni contemporanee come “go-go” e “mod” nelle sue vetrine promozionali. Fu anche uno dei primi a introdurre il cosiddetto “Chelsea look”, associato alla minigonna, offrendo le creazioni della stilista britannica Mary Quant. Ogilvy si espanse nei sobborghi di Montréal, aprendo filiali a Fairview Pointe Claire nel 1965 e ad Anjou nel 1968. Tuttavia, negli anni ’70, il negozio non era più considerato un leader della moda, ma era maggiormente conosciuto per la sua clientela conservatrice. Anche la sua redditività era in calo: nel 1976, dichiarò un utile netto di 81.000 dollari su un fatturato di oltre 16 milioni di dollari.
Nel 1981, dopo oltre mezzo secolo alla guida di Ogilvy, J. Aird Nesbitt andò in pensione. Gli subentrò come amministratore delegato Edward Walls, ex direttore generale delle merci presso la T. Eaton Company. Tra i suoi obiettivi c’era quello di ridurre il numero dei reparti del negozio, che all’epoca erano 66, spaziando dagli antiquariati ai televisori.
Quattro anni dopo, dopo aver valutato varie offerte e aver chiesto garanzie affinché venisse fatto "ogni ragionevole sforzo" per preservare la tradizione commerciale del negozio, la famiglia Nesbitt vendette la Jas. A. Ogilvy Limited al gruppo di sviluppo immobiliare Equidev, guidato dall’imprenditore Daniel Fournier. I nuovi proprietari intrapresero una ristrutturazione strutturale ed estetica su vasta scala, che comportò la demolizione di gran parte degli interni. Fu introdotto un nuovo formato commerciale: il concetto di “negozio nel negozio”. Ogilvy venne rimodellato e trasformato da grande magazzino tradizionale a una serie di boutique e negozi di fascia alta, gestiti da rivenditori indipendenti o marchi, ma seguendo una politica commerciale comune.
Nel novembre 1986, fu svelata la prima fase della ristrutturazione: un secondo piano completamente ridisegnato. Ci vollero altri due anni per rinnovare completamente il resto dei 150.000 piedi quadrati (circa 14.000 m²) di superficie commerciale. Al termine dei lavori, circa l’85% dello spazio risultava affittato a una cinquantina di negozi.
Nel 1994, Ogilvy fu acquisito dalla compagnia assicurativa Standard Life Assurance Company.

### Dal 2000 in poi

Nuovo logo adottato dal 2020.

Nel 2000, il negozio cambiò nuovamente proprietà: venne acquisito da Pyxis Real Estate Equities Inc. Nel 2004, subì un’altra ristrutturazione, questa volta per un costo di 12 milioni di dollari.
Nel 2010, Ogilvy fu acquistato da un consorzio con sede nel Québec, ma nel giro di un anno venne rivenduto alla Selfridges Group Limited, presieduta da W. Galen Weston, una sussidiaria della Wittington Investments Limited. Tra le altre attività di Wittington figurano i rivenditori di lusso Selfridges (Regno Unito), Brown Thomas (Dublino, Irlanda), De Bijenkorf (Paesi Bassi) e Holt Renfrew (Canada).
L’intenzione di trasformare l’edificio Ogilvy nel nuovo negozio "Holt Renfrew Ogilvy" e di chiudere la sede esistente di Holt Renfrew su Sherbrooke Street West fu discussa per la prima volta nel 2013. La ristrutturazione, avvenuta tra il 2017 e il 2020, ha incluso un’espansione di 3.700 metri quadrati, portando la superficie totale del negozio a 23.000 metri quadrati.